# Apple Watch Series 3
Apple Watch Series 3 (pubblicizzato come: WATCH Series 3) è il successore diretto di Apple Watch Series 2.
L'orologio di casa Apple è stato presentato durante il keynote del 12 settembre 2017, tenutesi presso lo Steve Jobs Theater di San Francisco, assieme all'iPhone 8, all'iPhone 8 Plus e all'iPhone X.
È disponibile per l'acquisto dal 22 settembre 2017.
Lo smartwatch viene presentato in due differenti configurazioni: uno include solo il GPS, l'altro, chiamato Apple Watch Series 3 Cellular, implementa anche la funzione cellulare.
Viene anche presentata una variante Nike, che include quadranti esclusivi e un cinturino con un design differente e più sportivo.
Vi è infine una differenziazione fra casse, le quali sono di 2 differenti misure: 38 o 42 mm.

## Software
Apple Watch Series 3 viene presentato con watchOS 4, che implementa numerose nuove funzionalità pensate su misura per lo smartwatch, tra cui il pagamento tramite Apple Pay.

## Hardware

### Schermo
Apple Watch Series 3 viene presentato con uno schermo OLED capacitivo multitouch in vetro Ion-X rinforzato.

### Sensori
Apple Watch Series 3 monta il cardiofrequenzimetro, l'accelerometro, il giroscopio e il barometro

### Connessioni
Lo smartwatch supporta il Wi-Fi (802.11b/g/n a 2,4 GHz), il Bluetooth 4.2 e il GPS.

### Storage e Ram
Apple Watch Series 3 ha 8 GB di storage e 1 GB di memoria Ram.

### Batteria
Lo smartwatch garantisce un'autonomia di 18 ore.